# Бунзен, Христиан Карл Йосиас фон
Барон Христиан Карл Иосия фон Бунзен (нем. Christian Karl Josias von Bunsen; 1791—1860) — немецкий учёный, археолог, дипломат и государственный деятель.

## Биография
Христиан Карл Иосия Бунзен родился 25 августа 1791 года в Корбахе близ Вальдека. Изучал в Марбургском университете богословие, затем с 1809 по 1813 год в Гёттингене филологию у Гейне, и в 1811 году получил там же место учителя гимназии; но в 1813 году он оставил эту должность и некоторое время странствовал по Голландии, был в Копенгагене.
В 1815 году прибыл в Берлин, чтобы лично познакомиться с Бартольдом Георгом Нибуром, по рекомендации которого в следующем году отправился в Рим, где стал секретарём при прусском посольстве. Годы, прожитые в Риме, при постоянном и оживленном обмене писем с Нибуром, он посвятил исследованиям в области философии языка и истории религии. Плодом этих трудов явилось обширное сочинение: «Beschreibung der Stadt Rom» (3 т., Штутгарт, 1830—1843); «Basiliken des christl. Rom» (Мюнхен, 1843).

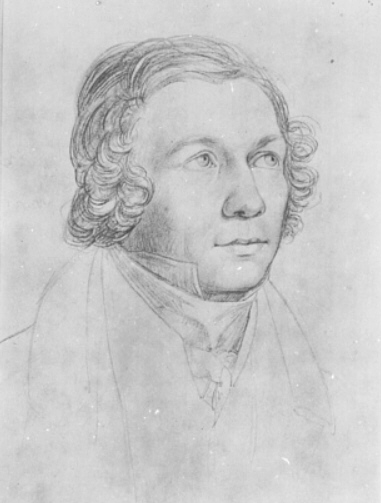
Христиан Карл Иосия Бунзен

Приезд Жана-Франсуа Шампольона в Рим в 1826 году побудил Бунзен посвятить себя археологии, и в 1829 году в Риме, стараниями Бунзена и Гергарда Археологический институт, главным секретарем которого он состоял до конца своего пребывания в Риме. Фон Бунзен лично руководил постройкой музея для Археологического института на Капитолии и госпиталя для немецких художников и учёных, проживающих в Риме, так называемой Casa Tarpea.
С 1827 года находясь, по поручению конференции европейских посланников в Риме, составил проект реформы, известной под названием: «Memorandum del Maggio, 1832» и имевшей своим последствием знаменитое «Breve» Папы Льва XII о смешанных браках. В 1837 году, после ареста кельнского архиепископа, Бунзен пробовал было прийти к мирному соглашению с Папой римским; когда же это не удалось, он подал в отставку, которая ему и была дана под видом командировки в Англию.
Возвратившись с Британских островов, он был одно время послом в Берне, затем был вызван в Берлин и отправлен послом в Великобританию, где защищал права Германии на Шлезвиг и Голштинию и написал по этому поводу: «Memoir on the constitutional rights of the Duchies of Schleswig and Holstein, presented to Viscount Palmerston 8 April 1848».
В 1850 году, в качестве прусского уполномоченного, Бунзен протестовал против лондонского протокола, но в мае 1852 года вынужден был подписать этот договор. Так как его старания вовлечь Пруссию в союз западных держав против Российской империи не увенчались успехом, то он вышел в отставку и поселился в Шарлоттенбурге, близ Гейдельберга.
В 1857 году личному приглашению короля принял участие в собрании евангелического союза в Берлине и вскоре был назначен членом палаты господ.
Христиан Карл Иосия Бунзен умер 28 ноября 1860 года в городе Бонне.
Наряду с политической деятельностью Бунзен также известен как публицист.
Его сын Георг фон Бунзен (нем. Georg von Bunsen; 1824—1896) стал видным политическим парламентским деятелем Германии.

## Избранная библиография
- «Die Basiliken des christlichen Roms, nach ihrem Zusammenhange mit Idee und Geschichte der Kirchenbaukunst». München 1842
- «Die Verfassung der Kirche der Zukunft» (Гамбург, 1845);
- «Zeichen der Zeit» (2 т., Лейпциг, 1855);
- «Gott in der Geschichte, oder der Fortschritt des Glaubens» (3 т., Лейпциг, 1857);
- «Vollständiges Bibelwerk für die Gemeinde» (Лейпциг, 1858—70);
- «Aegyptens Stelle in der Weltgeschichte» (5 т., Гота, 1844).